# Melaleuca halmaturorum
Melaleuca halmaturorum là một loài thực vật có hoa trong Họ Đào kim nương. Loài này được F.Muell. ex Miq. mô tả khoa học đầu tiên năm 1859.